# Хвостюшок сливовий
Хвостюшок сливовий (Satyrium pruni) — вид денних метеликів родини Синявцеві (Lycaenidae).

## Поширення
Вид поширений у помірному поясі Європи та Північної Азії від Іспанії до Японії. В Україні досить поширений, за винятком посушливих районів степової зони.

## Опис
Довжина переднього крила 14-18 мм, розмах крил 25-36 мм. Крила темно-коричневі, з ниткоподібним хвостиком на задніх крилах. Задні крила знизу з цільної червоною субмаргінальною перев'яззю, обмеженою рядами чорних плям.

## Спосіб життя
Трапляється на узліссях, галявинах, вздовж тінистих доріг у дрібнолистих лісах. Метелики спостерігаються з середини червня до середини липня. Зимують яйця. Гусениці з'являються навесні. Вони зеленого забарвлення, з парними світлими виступами в центрі спини; харчуються бруньками і квітками черемхи, сливи, малини. Буро-чорні з білими полями лялечки, що прикріплені до листків або гілочок павутинною ниткою, схожі на пташині екскременти.